# Gotzenberg
Gotzenberg ist ein Gemeindeteil der Gemeinde Happurg im Landkreis Nürnberger Land (Mittelfranken, Bayern). Gotzenberg liegt in der Gemarkung Pollanden. Kirchlich gehört der Ort zur Kirchengemeinde Alfeld.

## Lage
Das Dorf liegt auf freier Flur im Südosten des Gemeindegebietes. Im Westen steigt das Gelände zum Fuchsberg (599 m ü. NHN) an und im Süden zum Hummersberg (568 m ü. NHN), beides bewaldete Anhöhen der Hersbrucker Alb. Eine Gemeindeverbindungsstraße führt nach See (1,2 km nordwestlich) bzw. nach Thalheim zur Staatsstraße 2236 (1,1 km Nordwestlich). Weitere Gemeindeverbindungsstraße führen nach Pollanden (1,3 km südlich) und nach Wettersberg (1,8 km südwestlich).

## Geschichte
Gegen Ende des 18. Jahrhunderts gab es in Gotzenberg 14 Anwesen. Das Hochgericht übte das nürnbergische Pflegamt Hersbruck aus. Die Dorf- und Gemeindeherrschaft hatte das nürnbergische Pflegamt Reicheneck inne. Die Grundherren des Ortes waren:
- die Reichsstadt Nürnberg
  - das Pflegamt Hersbruck (mittelbar für das Spital Hersbruck: 1 Gut, 1 Höflein; das Gotteshaus Hersbruck: 1 Gütlein, das Gotteshaus Eschenbach: 1 Gütlein),
  - das Pflegamt Reicheneck (2 Höfe, 2 Güter, 1 Hirtenhaus),
  - die Nürnberger Eigenherren (Holzschuher von Harrlach: 1 Gut, v. Praun: 1 Hof),
- die Herrschaft Thalheim (1 Gut),
- die Grafen von Schönborn (1 Gütlein) und
- das pfalz-neuburgische Landrichteramt Neumarkt (mittelbar für das Spital Neumarkt: 1 Gut).[5]

Mit dem Gemeindeedikt (frühes 19. Jahrhundert) wurde Gotzenberg dem Steuerdistrikt Pollanden und der Ruralgemeinde Pollanden zugeordnet. 1969 wurde Gotzenberg in die Gemeinde Thalheim eingegliedert, die am 1. Januar 1972 im Gebietsreform in Bayern in der Gemeinde Happurg aufgegangen ist.
Seit 2002 ist Gotzenberg an das Abwasser-Kanalnetz angeschlossen, seit 2008 wird es von einer Buslinie des VGN angefahren. Im Jahr 1999 wurde ein Backofen erbaut, der nun als Treffpunkt für Dorffeste dient.